# Wiesenhofen
Wiesenhofen ist ein Ortsteil der Stadt Beilngries im oberbayerischen Landkreis Eichstätt.

## Lage
Das Kirchdorf liegt auf der Hochfläche der südlichen Frankenalb nordwestlich des Gemeindesitzes Beilngries. Von dort aus führt über Hirschberg und über Kaldorf eine Straße nach Wiesenhofen, die beim Dorf auf die Staatsstraße 2393 (Haunstetten – Litterzhofen) trifft.

## Geschichte

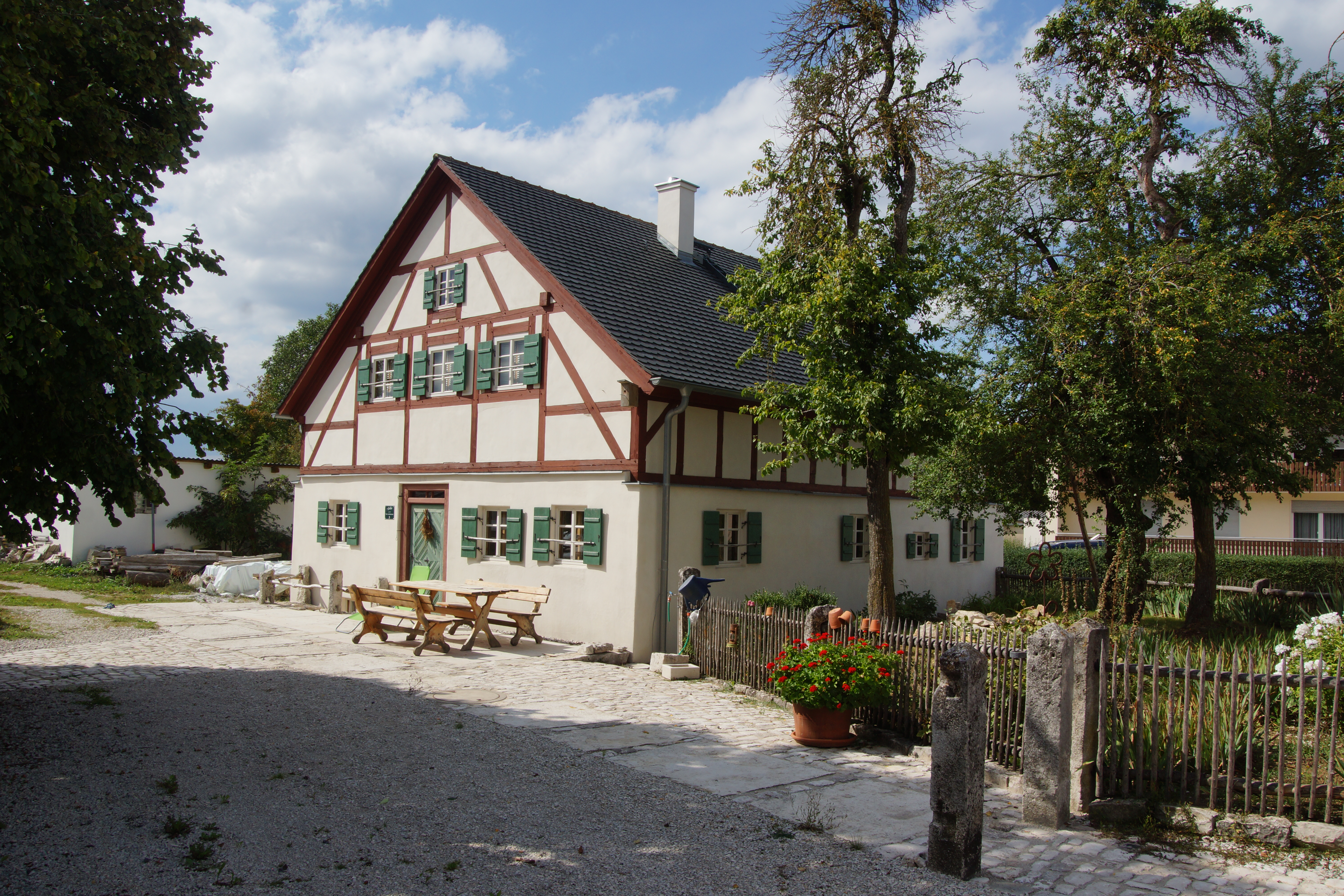
Wiesenhofen – ehemaliges Bauernhaus

Mehrere vorgeschichtliche Grabhügel befinden sich im Oberholz östlich von Wiesenhofen.
Die erste urkundliche Erwähnung erfährt Wiesenhofen (= Höfe des Wiso) 1305 im Gaimersheimer Schiedsspruch: In der Auseinandersetzung des Eichstätter Bischofs mit Bayern um das Hirschberger Erbe wurde das Dorf dem Hochstift Eichstätt zugesprochen. Eigens ist in diesem Schiedsspruch wohl wegen seiner Größe der Hattenhof genannt. 1306 wurde auch das Dorfgericht dem Bischof zugewiesen. Vom Ministerialengeschlecht der Wiesenhofer sind aus dem 14. Jahrhundert zwei Vertreter urkundlich erwähnt, nämlich „G. de Wiesenhofer“ und Albert Wiesenhofer, beide Leheninhaber bischöflicher Güter in Wiesenhofen und in Emmendorf. Grundbesitzer waren in Wiesenhofen neben dem Hochstift das Kloster Plankstetten mit sieben Gütern im Jahr 1465 und – mit einem Hof, der nach 1644 erworben wurde – das Domkapitel von Eichstätt. 1486 stifteten die beiden Dörfer Wiesenhofen und Kaldorf mit Bewilligung des Klosters Plankstetten die Pfarrei Wiesenhofen; eine Kirche ist in Wiesenhofen bereits 1466 erwähnt. Im 15. Jahrhundert und später hatten verschiedenen Adelsgeschlechter die bischöflichen Lehen inne, so die Marschalke von Hirschberg, die Baiersdorfer, die Schenken zu Stossenberg und die Absberger zu Rumburg. Im Dreißigjährigen Krieg war das Dorf ziemlich verödet, nur noch zwei bischöfliche Höfe wurden bewirtschaftet.
Nach der Säkularisation 1802 bildete Wiesenhofen zusammen mit dem Nachbarort Kaldorf eine Gemeinde. 1832 bestand Wiesenhofen aus 17 Häusern mit 80 Einwohnern und einer Dorfkapelle. 1900 war die Dorfbevölkerung auf 102 angewachsen, die Zahl der Wohngebäude betrug unverändert 17. 1954 wurde eine Flurbereinigung durchgeführt. Zum 1. Januar 1972 schloss sich das Dorf im Zuge der bayerischen Gebietsreform der Stadt Beilngries an. 1983 gab es bei 116 Einwohnern 13 landwirtschaftliche Betriebe und ein Schotterwerk; der ausgedehnte Dolomit-Steinbruch von Wiesenhofen liegt in einem Wald östlich des Dorfes.

## Katholische Filialkirche Mariä Heimsuchung

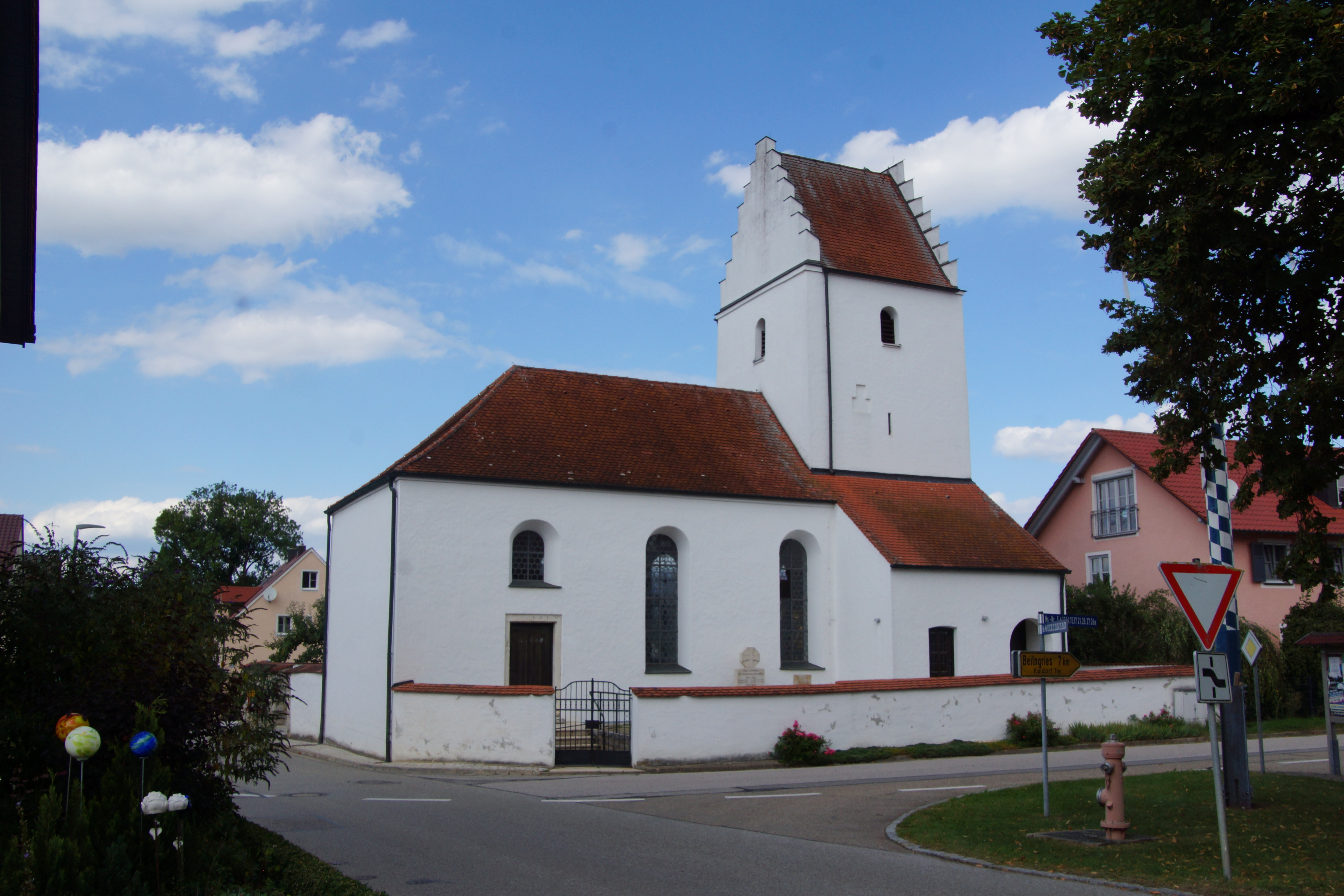
Wiesenhofen – Mariä Heimsuchung

Im Mittelalter gehörte Wiesenhofen kirchlich zum Kloster Plankstetten, bildete aber seit 1486 unter dem Dach des Klosters eine eigene Pfarrei. Als im 17. Jahrhundert Haunstetten Pfarrei wurde, wurde Wiesenhofen 1678 aus Plankstetten aus- und in Haunstetten eingepfarrt, zu dem es kirchlich noch heute gehört. Die Dorfkirche ist im Grunde eine frühgotische Chorturmkirche, die 1551 konsekriert wurde. Der Turm, der 1771 eingefallen war und 1789 wiedererrichtet worden war, zeigt die für die Gegend typischen Treppengiebel mit Satteldach. 1878 wurde eine Sakristei angefügt. 1884 erfuhr die Kirche eine Erweiterung und Erhöhung. 1899 wurde der Friedhof erweitert. 1902 kam eine Bittner-Orgel in die Kirche. Im Schrein des viersäuligen Hochaltars steht eine bedeutende spätgotische Marienplastik aus der Zeit um 1470. Die beiden Seitenaltäre sind zweisäulig. Auch hier befinden sich im Schrein Figuren. Die drei Altäre sind jeweils mit einem Oberbild versehen. Ein gotisches Sakramentshäuschen mit Christuskopf entstand um 1500. Eine Glocke stammt vom Ende des 15. Jahrhunderts und wurde von Hans Kandlgieser in Berching gegossen. Eine zweite wurde 1710 von Wolfgang W. Schelchshorn in Eichstätt gegossen. 2009 kamen bei einer Innenrenovierung im Bereich der früheren Kanzel mittelalterliche Freskenreste zum Vorschein.

## Vereine
- Freiwillige Feuerwehr Wiesenhofen
- Dorfverein Wiesenhofen e. V.
- Obst- und Gartenbauverein Wiesenhofen-Kaldorf